# Кантюковка
Кантюковка (баш. Ҡантүк) — село в Стерлитамакском районе Башкортостана, входит в состав Наумовского сельсовета.

## Географическое положение
Расположена в 1 километре от федеральной автодороги Р240 Уфа — Оренбург. Рядом с деревней находится озеро Улукуль.
Расстояние до:
- районного центра (Стерлитамак): 22 км,
- центра сельсовета (Наумовка): 13 км,
- ближайшей ж/д станции (Стерлитамак): 22 км.

## Название
Жители села связывают его название с выходцами из служилых татар-мишарей Кантюковыми, прибывшими из Симбирской губернии, занимавшимися торговлей, владельцами обширным хозяйством, мельницами, маслобойками и другим.

## Население
| 2002 | 2009 | 2010 |
| ---- | ---- | ---- |
| 249  | ↘214 | ↗312 |

Национальный состав
Согласно переписи 2010 года, преобладающими национальностями являются — татары (55 %), башкиры (20 %), русские (14%).

## Инфраструктура
В селе есть библиотека, фельдшерско-акушерский пункт.

## Религия
Мечеть Суфия — мечеть в селе Кантюковка, считается одной из красивейших мечетей республики, украшена мрамором, мозаикой и золотом, расположена на берегу искусственного водоёма.